# Khātra
Khātra är en ort i Indien.   Den ligger i distriktet Bānkurā och delstaten Västbengalen, i den östra delen av landet, 1 200 km sydost om huvudstaden New Delhi. Khātra ligger 148 meter över havet och antalet invånare är 16 484.
Terrängen runt Khātra är platt. Runt Khātra är det tätbefolkat, med 397 invånare per kvadratkilometer. Det finns inga andra samhällen i närheten. Trakten runt Khātra består till största delen av jordbruksmark.